# 納什 (青年運動)
纳什（俄語：Наши，羅馬化：Nashi，意即“我们的”）是一个俄罗斯的青年运动，正式全称是青年民主反法西斯运动“纳什”（羅馬化：Molodezhnoe demokraticheskoe anti-fashistskoe dvizhenie "Nashi"）是由瓦西里·亚克缅科（前普京时代一起走青年运动的领导人）于2005年3月1日成立，创建大会则在2005年4月15日举办。

## 发展
亚克缅科称纳什的宗旨在于反对他所见到的日益增长的俄罗斯法西斯主义，以及如有必要与光头党做斗争。亚克缅科在与《共青团真理报》的采访者交谈时宣称俄罗斯左翼自由派政党俄罗斯统一民主党“亚博卢”是个法西斯团体。
2006年夏季，克里姆林宫的顾问训示纳什的成员说：“不够粗暴”“你一定要准备好”“粉碎法西斯分子的示威和以武力遏止任何推翻宪法的企图”。一名民族布尔什维克主义者，罗曼·萨季霍夫，加入了纳什的姐妹组织俄青（青年俄罗斯）以调查该组织的活动，他称俄青组建了一群“超促进剂”以专门与反对派展开街头战斗，他们的训练内容包括制作烟幕弹，他秘密地录音了询问对话。弗拉季斯拉夫·苏尔科夫说这样的训练对街战极有价值。
民族布尔什维克主义者们谴责纳什指使冲击他们的成员，其中包括2005年8月在莫斯科的一例。
2005年6月26日，总统普京在位于特维尔州扎维多沃的居所会见了56名纳什成员。

## 事件
- 2006年，纳什成员冲击英国驻莫斯科大使托尼-布连顿
- 2007年4月到5月间，因为塔林士兵青铜像事件，纳什成员在爱沙尼亚大使馆前示威。
- 2007年5月2日冲击爱沙尼亚和瑞典大使的座车。
- 2009年至2011年发起组建青年志愿纠察队。

## 其他使用情况
早在1990年年代也有另一个组织叫做纳什，宗旨定位为极端民族主义，他们的成员被称为纳西斯蒂。（纳什主义者，纳什分子，俄语中的词汇nashisty由“法西斯蒂”派生而来）

## 外部連結
- 官方网站（俄文）
- BBC夜间新闻栏目的报道 （页面存档备份，存于）
- M.A. Thesis on 纳什的早期历史